# Particolarismo giuridico
Con il termine particolarismo giuridico si intende la «mancanza di unitarietà e di coerenza dell'insieme delle leggi vigenti in una determinata sfera spazio-temporale, individuata in seguito ad un giudizio di valore secondo il quale in quella stessa sfera vi "dovrebbe" essere, o almeno "ci si aspetterebbe" vi fosse, unità e coerenza di leggi». (G. Tarello)

## Storia
Il «particolarismo» è stato illustrato da Giuseppe Galasso come «carattere originale» della storia d’Italia; "carattere per il quale di solito ci si richiama, e giustamente, al particulare di Guicciardini, ma la cui consapevolezza risale a un secolo o due prima, come testimoniano vari meno noti scrittori toscani e specialmente I libri della famiglia di Leon Battista Alberti. E con esso «l’individualismo» privato della sua inerente dimensione di «legame sociale», trascurando che l’essere umano è insieme individuo ed elemento sociale, cioè nasce, vive e muore come essere socialmente costituito.
Il particolarismo ha molti volti. È particolarismo di interessi dei ceti e delle corporazioni che li rappresentano. È particolarismo locale, che oppone città a città, campagna a città, borgo a borgo. È particolarismo familiare (...) È particolarismo culturale (...) E ne deriva un’incapacità di piegarsi al bene comune in nome dell’adesione a un’interpretazione personale, idealmente sentita come quella verace.
Questo radicamento degli italiani nel particulare guicciardiniano ha un profondo risvolto costituzionale, nella misura in cui appunto conforma l’agire dei cittadini nella società e il funzionamento delle istituzioni. Non c’è bisogno di sottolineare quanto nuoccia a uno sviluppo del paese Italia: lo aveva già cantato Petrarca alle radici della costituzione dei paesi europei come Stati: «Vostre voglie divise guastan del mondo la più bella parte». Particolarismo e individualismo sono davvero fenomeni che rappresentano elementi costitutivi di lunghissimo periodo, estendendosi, per quanto riguarda l’Italia unita, dal suo periodo d’avvio all’oggi più attuale".
L'opera di codificazione del diritto, intrapresa nel secolo XIX, aveva proprio lo scopo di semplificare la disciplina, eliminando alcune delle situazioni di privilegio accumulatesi nel corso dei secoli. Oggi, l'avvertita esigenza di una eguaglianza sostanziale ha condotto a una serie di norme speciali, in favore di determinate categorie di persone (ad es:, affittuari, lavoratori subordinati, consumatori), riproponendo non pochi problemi legati al "particolarismo giuridico".

## Diritto
Nel caso del diritto per particolarismo giuridico si intende un insieme di usi e consuetudini (quindi leggi non scritte), diverse per ogni feudo, poiché questo particolare raggruppamento di norme giuridiche caratterizzava il Medioevo.
Il particolarismo giuridico si può vedere da più punti di vista: in ragione delle persone e in ragione dei territori.
Il primo è dato dalla diversificazione normativa che si aveva durante l'Antico regime a seconda dello status delle persone, cioè in base alla loro categoria sociale di appartenenza.
Il secondo consisteva nella varietà di normative in relazione alle diverse realtà locali: le città erano trattate diversamente dalle campagne.
Lo stato assoluto ostacolava la nuova "economia sociale di mercato" (che nasceva nello stato liberale, essa storicamente si è accoppiata al modo di produzione capitalistico) con l'assenza di unitarietà e di coerenza delle leggi vigenti all'interno di ciascuno Stato; questo "ostacolo" fu individuato con il termine di particolarismo giuridico.